# Impasse des Souhaits
Impasse des Souhaits är en återvändsgata i Quartier de Charonne i Paris tjugonde arrondissement. Gatans namn är av okänt ursprung. Impasse des Souhaits börjar vid Rue des Vignoles 31.

## Omgivningar
- Saint-Jean-Bosco
- Jardin Damia
- Jardin Casque-d'Or
- Place Marc-Bloch
- Impasse des Crins
- Impasse de Casteggio
- Impasse Rolleboise
- Impasse Poule
- Impasse de Bergame
- Impasse de la Confiance

## Bilder
| - Gatuskylt. - Saint-Jean-Bosco. - Jardin Damia. - Place Marc-Bloch. |

## Kommunikationer
- Tunnelbana – linje  – Alexandre Dumas
- Tunnelbana – linje  – Buzenval
- Tunnelbana – linje  – Avron
- Busshållplats Vignoles – Paris bussnät

### Webbkällor
- ”Impasse des Souhaits”. Mairie de Paris. https://web.archive.org/web/20160303193626/http://www.v2asp.paris.fr/commun/v2asp/v2/nomenclature_voies/Voieactu/8659.nom.htm. Läst 26 januari 2024.
- ”Impasse des Souhaits (20ème arrondissement)”. Les rues de Paris. https://web.archive.org/web/20160409070206/http://www.parisrues.com/rues20/paris-20-impasse-des-souhaits.html. Läst 26 januari 2024.